# ベタイン
ベタイン (betaine) とは、正電荷と負電荷を同一分子内の隣り合わない位置に持ち、正電荷を持つ原子には解離しうる水素が結合しておらず（四級アンモニウム、スルホニウム、ホスホニウムなどのカチオン構造をとる）、分子全体としては電荷を持たない化合物（分子内塩）の総称である。

狭義のベタインであるトリメチルグリシンの構造式。元々ベタインとは、トリメチルグリシンのことだった。

元来はトリメチルグリシンのこと（テンサイ Beta vulgaris から得られたため命名された）だった。しかし、現在はこれを含めて類似構造を持つ、アミノ酸のアミノ基に3個のメチル基が付加した化合物の総称としても用いられ、化学者には冒頭の定義の化合物の総称として使われることが多い。

## 分布
自然界では植物や海産物などに広く存在する物質で、保湿などに関係している。なお、食品となった時は、ベタインが甘みやうま味として感じられる。生体物質としてはカルニチン、トリメチルグリシン、プロリンベタイン(C10172)などがある。また、ヒトでもコリンの代謝によってベタインの一種が生成され、動脈硬化の危険因子であるホモシステインの代謝に関係する。

## 用途
日本では食品添加物や化粧品の保湿剤として使用されている。
また、遺伝的にホモシステインの代謝が上手くできずに、血中や組織中にホモシステインが蓄積する先天性ホモシステイン尿症の患者に対しては、医薬品としてベタインの1種であるトリメチルグリシンが経口投与で用いられる。これは、メチオニンが脱メチル化されて生成したホモシステインに対して、ベタイン-ホモシステイン-S-メチルトランスフェラーゼの基質にベタインがなることで、ホモシステインをメチオニンに再生することによって、蓄積したホモシステインを減らすことを目的としている。ただし、ベタイン投与の結果、メチオニンが異常に増加し、脳浮腫を誘発する場合があるため、血漿中のメチオニンとホモシステインの濃度を適宜検査し、必要に応じて投与量を増減させる。
ドイツでは、ベタインのクエン酸塩が脂肪肝などの肝疾患の治療のために、医薬品として投与される場合がある。